# 315088 Daniels
315088 Daniels è un asteroide della fascia principale. Scoperto nel 2007, presenta un'orbita caratterizzata da un semiasse maggiore pari a 3,1129197 UA e da un'eccentricità di 0,0861659, inclinata di 11,80540° rispetto all'eclittica.